# Мир на дамите
Камбрийският мирен договор, наричан също Мир на дамите, е международен договор за мир, подписан в Камбре, Италия, на 3 август 1529 г. между Луиза Савойска – майката на Франсоа I и Маргарита Австрийска – лелята на Карл V, за прекратяване на военния конфликт между Франция и Испания по време на войните между Хабсбурги и Валоа.